# Pine Prairie
Pine Prairie és una població dels Estats Units a l'estat de Louisiana. Segons el cens del 2000 tenia 1.087 habitants.

## Demografia
Segons el cens del 2000, Pine Prairie tenia 1.087 habitants, 327 habitatges, i 242 famílies. La densitat de població era de 313,2 habitants/km².
Dels 327 habitatges en un 45% hi vivien nens de menys de 18 anys, en un 51,7% hi vivien parelles casades, en un 19% dones solteres, i en un 25,7% no eren unitats familiars. En el 25,1% dels habitatges hi vivien persones soles el 10,7% de les quals corresponia a persones de 65 anys o més que vivien soles. El nombre mitjà de persones vivint en cada habitatge era de 2,64 i el nombre mitjà de persones que vivien en cada família era de 3,14.
Per edats la població es repartia de la següent manera: un 27,6% tenia menys de 18 anys, un 9,8% entre 18 i 24, un 28,4% entre 25 i 44, un 15,4% de 45 a 60 i un 18,9% 65 anys o més.
L'edat mediana era de 35 anys. Per cada 100 dones de 18 o més anys hi havia 105,5 homes.
La renda mediana per habitatge era de 21.167 $ i la renda mediana per família de 27.292 $. Els homes tenien una renda mediana de 32.375 $ mentre que les dones 17.321 $. La renda per capita de la població era de 9.735 $. Entorn del 24,2% de les famílies i el 29,2% de la població estaven per davall del llindar de pobresa.

## Poblacions més properes
El següent diagrama mostra les poblacions més properes.